# NGC 1189
NGC 1189 je galaksija u zviježđu Eridan.

## Vanjske poveznice
- SEDS: NGC 1189